# St. Pankratius (Emsdetten)

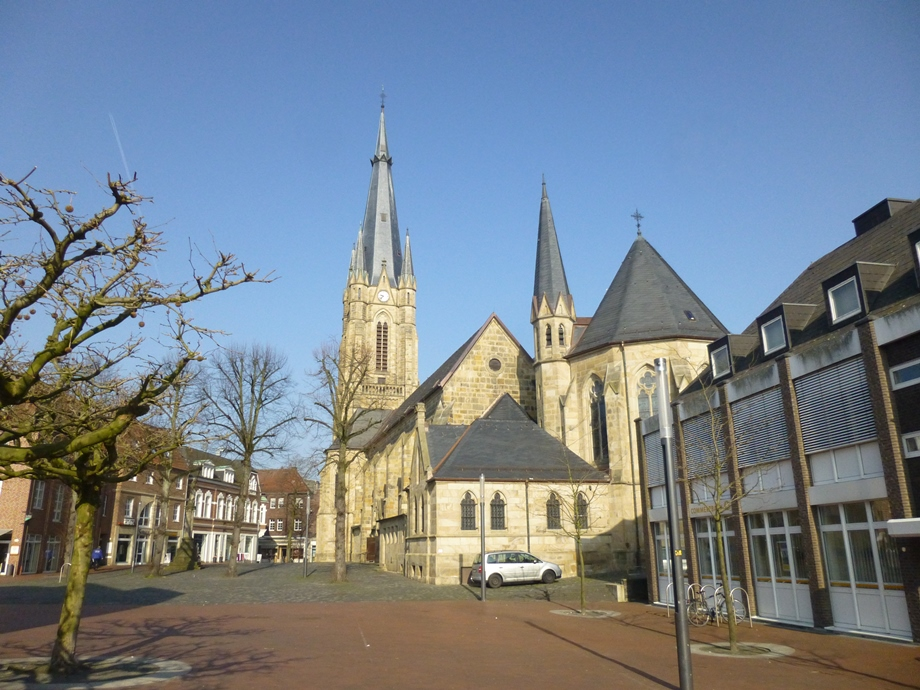
St. Pankratius (Emsdetten)

Die römisch-katholische Pfarrkirche St. Pankratius befindet sich in der Innenstadt Emsdettens im Kreis Steinfurt (Nordrhein-Westfalen). Sie ist die denkmalgeschützte Hauptkirche der gleichnamigen Emsdettener Pfarrei und gehört zum Dekanat Steinfurt im Bistum Münster. Der Pfarrei gehören sieben Kirchen an.

## Beschreibung

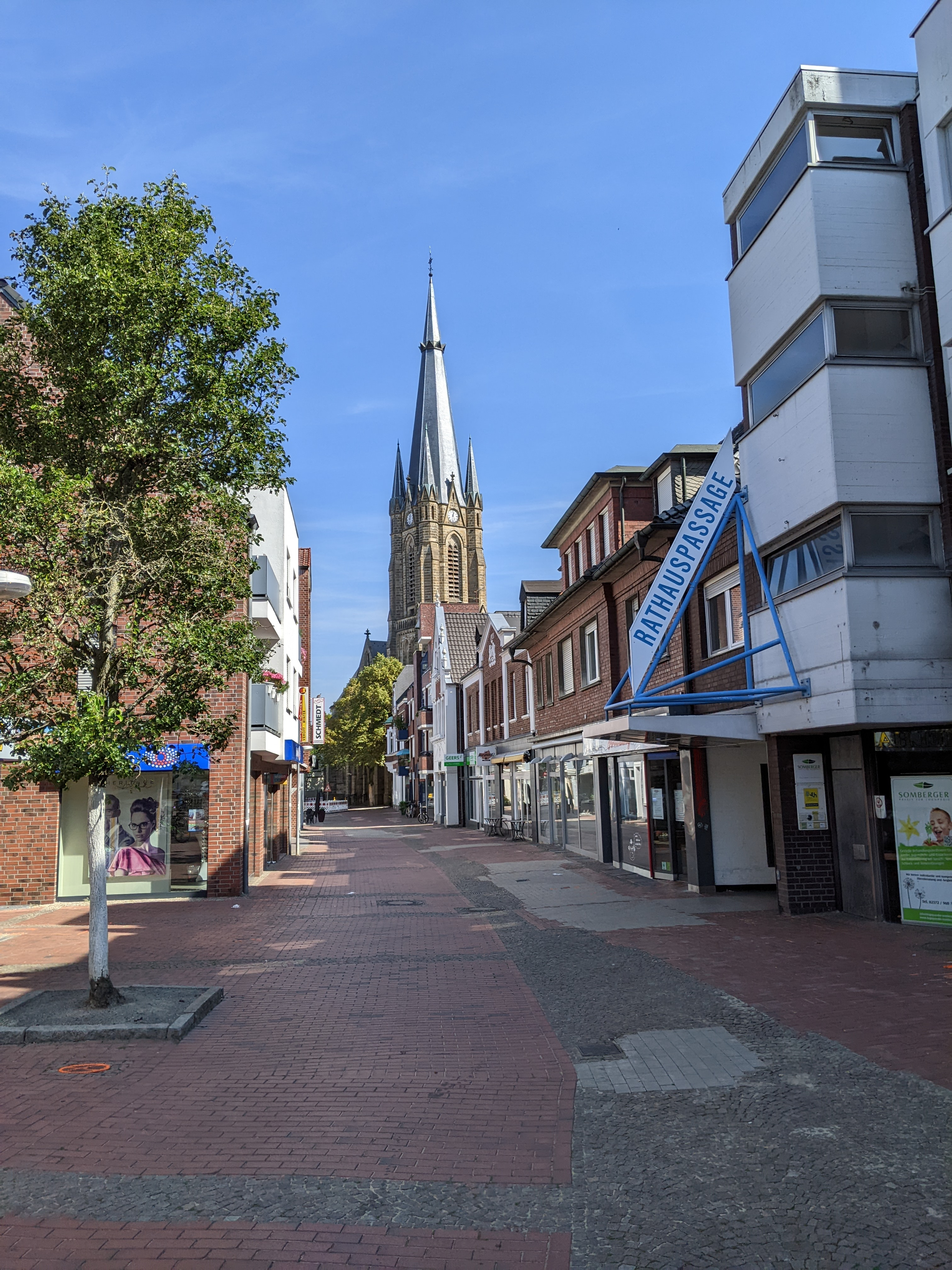
Blick auf den Kirchturm von der Kirchstraße aus

### Heutiger Kirchenbau
Bei dem heutigen Kirchenbau handelt es sich um eine neugotische, dreischiffige Hallenkirche. Die Wände werden von Strebepfeilern gestützt, um den Gewölbeschub des Kreuzrippengewölbes aufzufangen. Sowohl das Mittelschiff und die beiden Seitenschiffe haben im Osten halbrund geschlossene Chöre. Der Kirchturm befindet sich im Westen des südlichen Seitenschiffes. Die Kreuztragung Christi wurde 1723 von Johann Wilhelm Gröninger geschaffen.

### Orgel
Die Orgel auf der Empore hat 36 Register auf drei Manualen und Pedal. Sie wurde 1976 von der Orgelbauwerkstatt Führer gebaut. Die Disposition lautet:
| I Rückpositiv C–g3 |        |
| Metallgedackt      | 08′    |
| Blockflöte         | 04′    |
| Prinzipal          | 02′    |
| Sesquialtera       | 02′    |
| Sifflöte           | 1 ⁄3′  |
| Oktave             | 01′    |
| Scharf III         | 3 2⁄3′ |
| Tremulant          |        |

| II Hauptwerk C–g3 |       |
| Gedackt           | 16′   |
| Prinzipal         | 08′   |
| Rohrflöte         | 08′   |
| Oktave            | 04′   |
| Holzflöte         | 04′   |
| Nasat             | 2 ⁄3′ |
| Oktave            | 02′   |
| Mixtur VI–VIII    | 02′   |
| Trompete          | 08′   |

| III Schwellwerk C–g3 |                |
| Holzgedackt          | 08′            |
| Spitzgamba           | 08′            |
| Prinzipal            | 04′            |
| Quintade             | 04′            |
| Gemshorn             | 02′            |
| Oberton II           | 1 3⁄5′ + 1 ⁄7′ |
| Mixtur IV            | 1 ⁄3′          |
| Dulcian              | 16′            |
| Oboe                 | 08′            |
| Schalmey             | 04′            |
| Tremulant            |                |

| Pedal C–g3 |     |
| Prinzipal  | 16′ |
| Subbass    | 16′ |
| Oktave     | 08′ |
| Gedackt    | 08′ |
| Choralbass | 04′ |
| Waldflöte  | 02′ |
| Mixtur V   | 02′ |
| Posaune    | 16′ |
| Trompete   | 08′ |

Die Spieltraktur ist mechanisch, die Registertraktur ist elektrisch, die Windladen sind als Schleifladen ausgeführt.
- Koppeln: II/I, III/II, I/P, II/P, III/P

- Spielhilfen: drei freie Kombinationen 3′, Feste Kombination (Tutti), Plenum

## Geschichte

### Vorgängerbauten
Der Bau einer ersten Eigenkirche kann in das 9. oder 10. Jahrhundert verortet werden. Befunden hat sich diese vermutlich im Bereich des heutigen Hofs Deitmar. Die ersten, von Liudger (um 742 – 809) in der Umgebung erbauten Kirchen, bestanden vermutlich häufig bereits aus Stein. Ob es sich auch bei dieser Eigenkirche um eine Holzkirche handelte oder diese bereits aus Stein gebaut wurde, ist daher unklar.
Um das Jahr 1170 wurde diese erste Kirche durch einen Kirchenbau aus Stein ersetzt. Diese Steinkirche verfügte über romanische Rundbögen und wohl über einen kreuzförmigen Grundriss.
Der 1903 abgerissene, ebenfalls romanische Kirchturm stammte etwa aus dieser Zeit. Sein Bau lässt sich auf das 12. oder 13. Jahrhundert datieren. Er hat somit um die 700 Jahre bestanden. Im Jahr 1470 wurde wiederum ein neues Langhaus unter Beibehaltung des Kirchturmes erbaut. Dieses bemaß in der Länge vom Chor bis zum Turm etwa 22 Meter und 8 Meter in der Breite. Diese Größe reichte jedoch für die wachsende Anzahl der Gläubigen kaum aus und wird in einer Beschreibung aus dem 18. Jahrhundert mitunter als „erbärmlich“ beschrieben.

### Kirchenneubau in den 1840er Jahren
Um dem Mangel an Platz für die Gläubigen Abhilfe zu schaffen, gründete sich 1831 eine Kirchenbaukommission, die jedoch aufgrund mangelnder finanzieller Rahmenbedingungen zunächst kaum Handlungsspielraum hatte. 1839 oder 1840 beschädigten zwei Blitzeinschläge den Kirchenbau jedoch so stark, dass er 1842 geschlossen werden musste. Infolgedessen mussten die Gottesdienste in einer angemieteten Scheune durchgeführt werden. Bei einem Besuch des preußischen Königs Friedrich Wilhelm IV. in Münster, gelang es dem Amtmann Johann Speckmann, diesem diese Notlage zu schildern. Daraufhin folgte am 23. Oktober 1844 die Baugenehmigung für die neue Kirche. Im gleichen Zuge bewilligte der König ein Gnadengeschenk i.H.v. 9.500 Talern und erlaubte das Sammeln von Spenden in den westlichen Provinzen.
Die heutige Hallenkirche wurde schließlich 1845–48 nach einem Entwurf von Friedrich August Stüler erbaut. Der Entwurf geht auf eine in Berlin geplante Garnisonskirche zurück, die aber nie gebaut wurde. Die Weihung erfolgte am 20. August 1848 durch den Münsteraner Bischof Johann Georg. Das macht sie, nach der Füchtorfer Kirche, zur zweitältesten neugotischen Kirche in Westfalen.

### Erweiterung um 1900
Da Emsdetten sich als wachsende Industriegemeinde mit einem weiterhin hohen Bevölkerungswachstum konfrontiert sah, reichte die Größe des Neubaus zu Beginn des 20. Jahrhunderts nicht mehr aus. Um eine Erweiterung nach Westen zu ermöglichen, wurde der Abbruch des historischen Kirchturms in Erwägung gezogen. Diese Überlegungen sorgten in der Bevölkerung für große Kritik. Auch der damalige Deutsche Kaiser Wilhelm II. sprach sich persönlich für die Erhaltung des Kirchturms aus.
Die Pläne kamen 1903 dennoch zur Umsetzung. Der heutige Kirchturm wurde 1906 nach einem Entwurf des Münsteraner Architekten Hilger Hertel dem Jüngeren erbaut.

### Pfarreien-Fusionen
Im Jahr 2004 wurden die Pfarreien Herz Jesu und St. Joseph als Filialen in die Pfarrei St. Pankratius eingegliedert. Die zuvor eigenständige Pfarrei St. Marien wurde 2012 mit St. Pankratius zusammengeführt, wobei letztere zur gemeinsamen Pfarrkirche wurde. Damit gehörten auch die St.-Servatius-Kirche und die Heilig-Geist-Kirche zur neuen Pfarrei. Diese war zu ihrer Entstehung die größte im Bistum Münster.